# Coelogyne stenobulbum
Coelogyne stenobulbum é uma espécie de orquídea epífita, família Orchidaceae, originária de Sumatra.